# Saint-Martin-l'Ars
Saint-Martin-l'Ars is een gemeente in het Franse departement Vienne (regio Nouvelle-Aquitaine) en telt 389 inwoners (1999). De plaats maakt deel uit van het arrondissement Montmorillon.
In 1896 kwam er een stoomtram tussen Poitiers en Saint-Martin-l'Ars.

## Geografie
De oppervlakte van Saint-Martin-l'Ars bedraagt 41,7 km², de bevolkingsdichtheid is 9,3 inwoners per km².
De onderstaande kaart toont de ligging van Saint-Martin-l'Ars met de belangrijkste infrastructuur en aangrenzende gemeenten.

## Demografie
Onderstaande figuur toont het verloop van het inwonertal (bron: INSEE-tellingen).